# Canthocamptus inconspicuus
Canthocamptus inconspicuus is een eenoogkreeftjessoort uit de familie van de Canthocamptidae. De wetenschappelijke naam van de soort is voor het eerst geldig gepubliceerd in 1900 door Scott T..